# لجنة دراسة العلوم الفيزيائية
افتتحت لجنة دراسة العلوم الفيزيائية (PSSC) في مؤتمر عام 1956 في معهد ماساتشوستس للتقانة لمراجعة تعليم الفيزياء التمهيدي وتصميم وتنفيذ ومراقبة التحسينات. أنتجت كتبًا مدرسية رئيسية جديدة في الفيزياء، وأفلامًا تعليمية، وموادًا مختبرية للفصول الدراسية، والتي استخدمتها المدارس الثانوية في جميع أنحاء العالم خلال الستينيات والسبعينيات وما بعدها.